# Séamus Patrick Horgan

Bischofswappen von Séamus Patrick Horgan

Séamus Patrick Horgan (* 31. August 1969 in Ennis) ist ein irischer römisch-katholischer Geistlicher, Erzbischof und Diplomat des Heiligen Stuhls.

## Leben
Séamus Patrick Horgan studierte Philosophie und Theologie und empfing am 11. Juni 1994 durch Bischof Michael Anthony Harty in der Kathedrale Sts. Peter and Paul in Ennis das Sakrament der Priesterweihe für das Bistum Killaloe.
Er erwarb einen Abschluss in Kanonischem Recht und trat zum 1. Juli 2005 in den diplomatischen Dienst des Heiligen Stuhls ein. Er war in den Nuntiaturen in Uganda, der Schweiz und auf den Philippinen sowie in der Sektion des Staatssekretariats für die Beziehungen mit den Staaten und internationalen Organisationen eingesetzt. Zuletzt war er im Rang eines Nuntiaturrats an der Apostolischen Nuntiatur in den Vereinigten Staaten tätig.
Papst Franziskus ernannte ihn am 14. April 2024 zum Titularerzbischof pro hac vice von Árd Sratha und zum Apostolischen Nuntius im Südsudan. Kardinalstaatssekretär Pietro Parolin spendete ihm am 27. Juli desselben Jahres in der Kathedrale Sts. Peter and Paul in Ennis die Bischofsweihe. Mitkonsekratoren waren der Pro-Präfekt des Dikasteriums für die Evangelisierung, Luis Antonio Kardinal Tagle, und der Bischof von Killaloe, Fintan Monahan.